# Багренец
Багрене́ц — в русской кухне колотый на мелкие кусочки лёд, подававшийся к столу в специально предназначенном для него блюде с деревянной ложкой. Его подавали на стол к русским блюдам: квасу, ботвинье и различным шипучкам. Багренец добавлялся непосредственно в блюда, его ставили на краю стола, чтобы каждый из трапезничающих мог добавить льда на свой вкус. Название «багренец» имеет происхождение от слова «багрить» — «цеплять багром льдины» (во время ледохода).